# ペンシルベニア植民地

ペンシルベニア植民地
Province of Pennsylvania (英語)

ペンシルベニア植民地の地図

ペンシルベニア植民地（ペンシルベニアしょくみんち、英: Province of Pennsylvania）は、1681年3月4日にイングランド王チャールズ2世からウィリアム・ペンに勅許された北アメリカの植民地である。ペンシルベニアという名前はウィリアム・ペンの父の名前と、ラテン語で森を意味する「シルバニア」から来ており、「ペンの森」という意味である。

## 設立
ウィリアム・ペンはその父で海軍の英雄ウィリアム・ペン卿に王室が負った16,000ポンドの負債の肩代わりにこの植民地を受け取った。植民地の設立はイングランドで成長しつつあったキリスト友会、すなわち「クエーカー教」が確立された英国国教会を大いに当惑させていた問題を解決することでもあった。ペンはまだイングランドにいる間にその政府の最初の枠組みを書き、植民地政府の構造を示し、その住民にある程度の権利を約束した。
ミドル植民地（13植民地では大西洋岸の中部領域）の一つとして、ペンシルベニアは領主植民地だった。他の領主植民地とは異なり、税金はイギリスの議会により強制された。植民地の境界は、北が北緯42度線、南が39度線、東はデラウェア川であり、東西の幅は経度で5度とされた。ニューヨーク植民地、メリーランド植民地（1763年のメイソンとディクソンの地形測量によるメイソン＝ディクソン線）およびニュージャージー植民地と境を接した。オランダから奪ったデラウェア植民地の3郡は、1682年にヨーク公からペンに譲渡されたが、1704年に独立した存在となった。
最初の知事はペンの親戚であるウィリアム・マーカムだった。

## 信教の自由と繁栄
ウィリアム・ペンとその仲間のクエーカー教徒はペンシルベニア政府にその宗教的価値観を強く植え付けた。最も急進的な信条は全ての者に対する信教の自由と先住民族に対する公平な取扱いだった。この過度の寛容性によって、他の植民地大半よりも地元の先住民族（主にレナペ族やサスケハナ族）とかなり健全な関係を作った。これがフィラデルフィアをアメリカの最も重要な都市として急速に成長させ、また内陸のペンシルベニア・ダッチ・カントリーでは、ドイツ人で宗教や政治の避難民が肥沃な土地で繁栄し文化的創造性の精神を育むことを助勢した。初期集団にはメノナイトがおり、1683年にジャーマンタウンを設立した。1740年に設立されたノースキル・アーミッシュ開拓地は、アメリカでは最初のアーミッシュによる開拓地とされている。

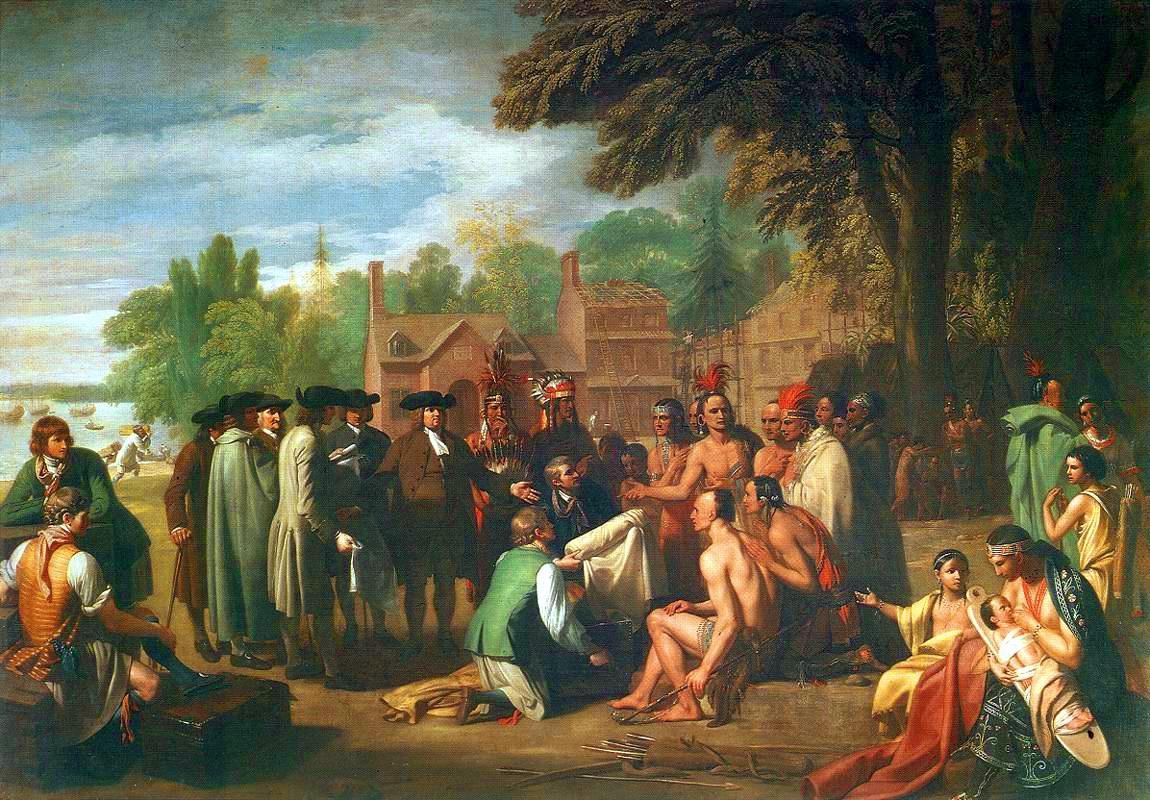
レナペ族と条約を結ぶウィリアム･ペン、1682年、ベンジャミン・ウエスト画

1737年、先住民族のレナペ族とその土地を求めて政治的親善のための大きな取引を行った。植民地監督者は1680年代に遡って、レナペ・デラウェア族が、デラウェア川とリーハイ川の合流点（現在のライツタウン近く）に始まり、「1人の男が1日半で歩ける所まで」の土地を売却すると約束したことを主張した。この買収は「歩行買収」と呼ばれることになった。文書は偽造の可能性が強いが、レナペ族にはそれが分からなかった。植民地書記官ジェイムズ・ローガンができるだけ多くの土地を入手するための行動に移り、植民地でも最も速く走ることのできる者3人を見付けて雇い、植民地の他のメンバーが予め切り開いていた土地を購入するために走らせた。その速度は驚異的であり、1人のランナーだけでも実際に驚くべき70マイル (113 km)を「歩行」した。このことでペンは現在のペンシルベニア北東部に120万エーカー (4,860 km2)の土地を手に入れたが、その広さは大まかにロードアイランド州の広さに匹敵するものだった。この購入地域は現在、パイク郡、モンロー郡、カーボン郡、スクーカル郡、ノーサンプトン郡、リーハイ郡およびバックス郡となっている。レナペ族はその後の19年間、条約を無効にするために戦ったが無駄だった。レナペ・デラウェア族はシャモキン渓谷やワイオミング渓谷への移住を強いられたが、そこは既に移住してきた他の種族によって混み合っていた。
1751年は植民地にとって縁起の良い年になった。イギリス領アメリカでは最初の病院であるペンシルベニア病院と、私立ペンシルベニア大学の前身であるフィラデルフィア・アカデミー・アンド・カレッジが開設された。
クエーカー教徒は奴隷制に反対していたものの、1730年までに約4,000人の奴隷がペンシルベニアに連れてこられた。1780年のペンシルベニア漸次奴隷制廃止法はアメリカ合衆国になった植民地の中で最初の解放法律だった。1790年の国勢調査ではアフリカ系アメリカ人の数が約1万人にまで増加していたことを示しており、そのうち約6,300人が自由を与えられた。

## 革命的感情の興隆
しかし、植民地が成長するにつれて、植民地人とイギリス軍は植民地西半分の先住民族と争うようになった。フレンチ・インディアン戦争が終わったばかりでポンティアック戦争が始まり、イギリスは1763年宣言でアパラチア山脈を越えての植民地化を禁じた。ペンシルベニアやバージニア植民地の人々はピット砦（現在のピッツバーグ）周辺の肥沃な土地に殺到していたので、この宣言の影響は大きかった。戦いは植民地人対先住民族もあり、植民地人対植民地人にもあった。1774年、アーサー・セントクレア判事はペンシルベニアに忠実な武装開拓者との対立に導いたバージニア軍士官の逮捕を命じた。
ペンシルベニア人の間で革命の感情が高められ、フィラデルフィアの以前からの著名さもあって、この都市が独立に向けた最初の協調行動である大陸会議の開催場所として当然のように選ばれた。地元で選ばれた革命支持者達による1776年ペンシルベニア憲法の発行で、植民地の歴史に幕を閉じ、コモンウェルス（州）の歴史が始まった。

## 植民地時代の著名ペンシルベニア人
- ベンジャミン・フランクリン、1723年17歳の時に移住、後年ペンシルベニアの最も有名な市民となる。その功績の中でも1751年の私立ペンシルベニア大学の前身であるフィラデルフィア・アカデミー・アンド・カレッジ開設が挙げられる
- トマス・マッキーン、ニューロンドン生まれ、アメリカ独立戦争では大陸軍の士官、独立宣言署名者、連合規約下の連合会議2代目議長、デラウェア知事代行、ペンシルベニア首席判事および知事
- ガバヌーア・モリス、アメリカ独立戦争の指導的人物の一人、植民地時代の大半はニューヨーク市に住んだが、フィラデルフィアに移住し、革命の間弁護士や商人として働いた
- ロバート・モリス、1749年頃14歳でフィラデルフィアに移住、独立戦争中植民地のために財政的援助を取り付ける役割だったために、革命の財務官と呼ばれた。1921年にロバート・モリス大学が創設され、モリスの名前がつけられた
- トマス・ペイン、1774年にベンジャミン・フランクリンの要請でフィラデルフィアに移住、1776年に出版された『コモン・センス』は疑いもなく革命のために最も有名で影響力を持った議論だった。「アメリカ合衆国」という名前を最初に公に提唱した者でもある。
- ウィリアム・ペン、植民地の創設者
- アーサー・セントクレア、1764年にリゴニア渓谷に移住、ペンシルベニア植民地で判事、大陸軍で将軍、連合会議で議長を務めた
- ジェイムズ・ウィルソン、1765年にフィラデルフィアに移住し弁護士になる、独立宣言に署名、合衆国憲法で最も困難な妥協案の多くを起草または検討、中でも5分の3妥協は奴隷人口を5分の3で加算すると規定し、国勢調査に取り入れ、よって政府の配分に使われた

## 移民船
（下記の5項目はフランス語）
- サラ・マリア・ホープウェル、1694年
- オリバー、1735年
- プリンス・オーガスタ、1736年
- イレーヌ、1748年
- オズグッド、1750年